# Irrlicht (альбом)
Irrlicht — дебютный студийный альбом немецкого композитора и музыканта Клауса Шульце, вышедший в 1972 году.

## Об альбоме
Irrlicht переиздан в 2006 году компанией Revisited Records наряду с другими альбомами исполнителя. Записанный без синтезаторов, альбом тем не менее представляет собой один из лучших образцов «космической» музыки, хотя и отличается от записей, принёсших Клаусу Шульце широкую известность.

## Список композиций

### Оригинальное издание
1. «Satz: Ebene» — 23:23
2. «Satz: Gewitter» — 5:39
3. «Satz: Exil Sils Maria» — 21:25

### Переиздание 2006 года
1. «Satz: Ebene» — 23:23
2. «Satz: Gewitter» — 5:39
3. «Satz: Exil Sils Maria» — 21:25
4. «Dungeon» — 24:00 (бонус-трек)